# Савонарола, Рафаэль
Рафаэль Савонарола (итал. Innocenzo Raffaele Savonarola, 1646, Падуя —1730, Падуя) — итальянский географ.
Его труд «Universus terrarum orbis scriptorum calamo delineatus» (Падуя, 1713) был подписан анаграммой Alphonso Lasor a Varea и стал довольно редким. Это — набор сведений без критической оценки (автор указывает на ад как на одно из главных мест земли), но он даёт очень ценную библиографию. Савонарола более 20 лет работал над составлением всемирной библиографии, оставшейся в рукописи.